# CRISPR-gentechnologie

Het CRISPR/Cas-systeem zoals toegepast in de gentechnologie. Het eiwit Cas9 bindt zich aan guide-RNA, een kunstmatig stukje RNA dat overeenkomt met de te wijzigen positie in het genoom. Cas9 knipt het dubbelstrengse DNA op deze plaats door.

De CRISPR-gentechnologie, ook CRISPR/Cas-techniek genoemd, is een genetische techniek in de moleculaire biologie waarmee men kunstmatig het DNA van levende organismen kan wijzigen. Het is gebaseerd op het bacteriële verdedigingsmechanisme CRISPR/Cas tegen virussen. Door het nuclease-eiwit Cas9 samen met een kunstmatig stukje guide-RNA in een levende cel te brengen, kan men het DNA van deze cel op een zeer precieze, relatief eenvoudige manier veranderen. Met de CRISPR-techniek is het bijvoorbeeld mogelijk om bepaalde genen uit te schakelen, erfelijke mutaties te repareren, en zelfs nieuwe genen in een organisme te introduceren.
De CRISPR/Cas-techniek heeft een revolutionaire impact gehad in de biotechnologie en medische wetenschappen. De techniek wordt onder meer toegepast bij de ontwikkeling van nieuwe geneesmiddelen, verbeterde landbouwproducten en bij fundamenteel genetisch onderzoek. Daarnaast biedt het mogelijkheden voor de behandeling van erfelijke ziekten, of ziekten die veroorzaakt worden door somatische mutaties, zoals kanker. De technologie werd voor een belangrijk deel uitgezocht en ontwikkeld door wetenschappers Jennifer Doudna en Emmanuelle Charpentier. In 2020 werd hun werk bekroond met de Nobelprijs voor Scheikunde. 

## Principe

### Overzicht
CRISPR/Cas werkt als een moleculaire schaar, die heel precies een bepaalde plek in het genetisch materiaal doorknipt en wijzigt. De naam CRISPR staat voor clustered regularly interspaced short palindromic repeats; dit zijn herhalende DNA-sequenties die voorkomen in bacteriën. Cas, een afkorting van CRISPR-associated protein, is het eiwit dat daadwerkelijk de knip in het DNA maakt. CRISPR/Cas vormt een natuurlijk verdedigingssysteem in bacteriën en archaea, die dit systeem gebruiken om genetisch materiaal van binnendringende virussen te vernietigen. Het herkenningsvermogen van CRISPR/Cas is zo precies, dat onderzoekers dit systeem hebben aangewend voor genetische manipulatie.

CRISPR/Cas maakt een knip in het DNA, waardoor er op deze foutjes ontstaan die het gen inactiveren. In dit voorbeeld wordt een nieuw stuk DNA (bijvoorbeeld een gerepareerd gen) op de knipplaats ingevoegd door middel van homologe recombinatie.

Het CRISPR/Cas-systeem bestaat ruwweg uit twee belangrijke onderdelen: een guide-RNA ("gids-RNA") dat een bepaalde plek in het DNA herkent door middel van complementaire basenparing, en het nuclease-eiwit Cas9, dat het DNA op deze plek doorknipt. De basisstrategie van een CRISPR/Cas-experiment is als volgt: het Cas9-eiwit wordt tot expressie gebracht in gekweekte cellen, samen met een kunstmatig guide-RNA-molecuul dat door de onderzoeker is ontworpen om een bepaalde locatie in het genoom te herkennen. Het Cas9-eiwit en guide RNA voegen zich samen, en maken vervolgens in de overeenkomende sequentie van het genoom een dubbelstrengste breuk. De breuk wordt door reparatie-eiwitten van de cel herstelt, maar hierbij ontstaan vaak kleine mutaties (inserties of deleties). Dit heeft bijna altijd tot gevolg dat het getroffen gen wordt geïnactiveerd, omdat er een leesraamverschuiving ontstaat in het coderende gedeelte. 
Als het doel is om een gerichte knock-out te maken (een gen geheel te verwijderen of te vervangen), worden Cas9 en het guide-RNA samen met een homologe gensequentie in de cel geïntroduceerd of tot expressie gebracht. De cel gebruikt deze homologe sequentie om de dubbelstrengsbreuk te herstellen middels homologe recombinatie. Op deze manier kan het normale gen met hoge efficiëntie worden vervangen door een experimenteel gewijzigd gen.

### Genoombewerking

CRISPR-technologie kan gebruikt worden om de transcriptie van een gewenst gen aan of uit te zetten, door het Cas9-eiwit zo te construeren dat het een transcriptie-activator of transcriptie-repressor draagt.

De CRISPR/Cas-techniek kan op veel verschillende manieren worden gebruikt in genetisch onderzoek. De kracht van de techniek zit hem vooral in de enorme specificiteit: het Cas9-eiwit kan, in principe, naar elke gewenste positie in het genoom worden gestuurd, puur op basis van de simpele regels van complementaire basenparing. In theorie zou dit betekenen dat ieder willekeurig gen in een genoom experimenteel kan worden aan- of uitgezet. 
Het is bijvoorbeeld mogelijk om een (katalytisch inactief) Cas9-eiwit te fuseren met een transcriptionele activator of repressor, en dit naar een gewenst gen te richten door het guide-RNA overeen te laten komen met de promotorregio van het gen van interesse. De activator en repressor kan vervolgens de expressie van dit gen reguleren.

#### Voordelen
Het CRISPR-systeem kent vele voordelen ten opzichte van andere experimentele methoden om genexpressie te besturen. Ten eerste is het relatief eenvoudig voor onderzoekers om een guide-RNA te ontwerpen: men volgt simpelweg de regels van complementaire basenparing. Ten tweede hoeft het gen van interesse niet zelf worden gewijzigd (het CRISPR-systeem maakt enkel gebruik van DNA-sequenties die al in het genoom voorkomen). Ten derde is het mogelijk om meerdere genen tegelijkertijd te beïnvloeden. Er kunnen meerdere guide-RNA-moleculen in één en dezelfde cel tot expressie worden gebracht, zodat onderzoekers een hele verzameling genen aan of uit kunnen zetten.

## Toepassingen in onderzoek
Met CRISPR/Cas is het mogelijk geworden om de genomen van menselijke cellen en levende dieren en planten snel, eenvoudig en zeer precies te veranderen. Genetisch gemanipuleerde celmodellen en diermodellen vormen de basis van het onderzoek naar vele menselijke ziekten. De toepassingen van CRISPR in de geneeskunde, landbouw en andere wetenschapsgebieden zijn veelzijdig en grensverleggend. Men is er bijvoorbeeld in geslaagd om genetische afwijkingen bij muizen te repareren, en hen zo te genezen van een erfelijke ziekte. Ook menselijke embryo's kunnen op soortgelijke wijze worden gemodificeerd, maar tot op heden speelt het onderzoek in de CRISPR-technologie zich af in cellen en proefdieren.

### Medische toepassingen

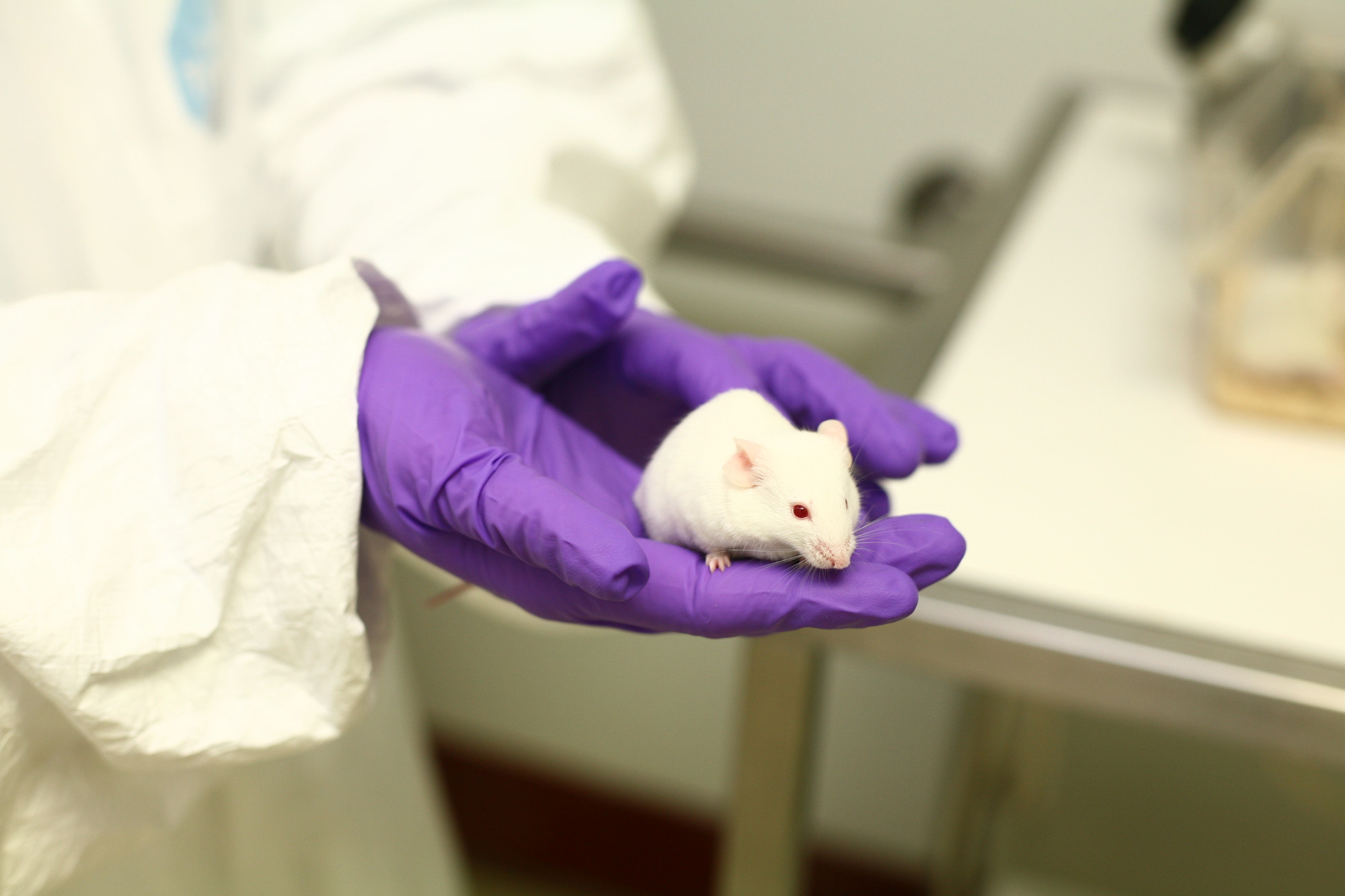
Met CRISPR/Cas is het mogelijk om op een veilige manier genetische foutjes in een muis te corrigeren.

Een van de meest aantrekkelijke toepassingen van CRISPR-editing is de potentiële correctie van erfelijke ziekten. In principe zou men met het CRISPR-systeem relatief eenvoudig genetische aandoeningen kunnen genezen, met name aandoeningen waarbij een enkel gen gemuteerd is, zoals cystische fibrose, erfelijke spierdystrofie, hemofilie en sikkelcelanemie. Tot op heden is het onderzoek hiernaar vrijwel alleen toegestaan in preklinische modellen, zoals proefdieren of organoïden. Onderzoekers maken vaak gebruik van een virale vector om het CRISPR/Cas-systeem in (stam)cellen te introduceren. De ingebrachte CRISPR/Cas-moleculen brengen de gerichte verandering aan in het DNA van deze cellen, zodat een genetische afwijking hersteld wordt. In een onderzoek uit 2016 werden muizen met een erfelijke spierziekte, op deze manier behandeld met CRISPR/Cas. Door de expressie van het gemuteerde gen dystrofine te repareren, kwam de spierfunctie terug. Zo kregen de zieke muizen volledig gezonde nakomelingen.
Een andere medische toepassing van CRISPR/Cas9 is de behandeling van infectieziekten, zoals hiv. Hoewel er al een effectieve behandeling tegen hiv bestaat (antiretrovirale therapie), is het nog niet mogelijk van dit virus te genezen. Tijdens infectie integreert het virus zich namelijk permanent in het genetisch materiaal van de gastheer. Dit geïntegreerde provirus kan worden uitgeschakeld met behulp van de CRISPR/Cas-techniek. Men spreekt in dit verband van gentherapie.

## Ethische overwegingen
Er is discussie over of het ethisch verantwoord is om de mens en andere levende wezens met CRISPR-cas9 genetisch te veranderen. Hierbij gaat het niet alleen om de behandeling van individuen met erfelijk aangelegde ziektes, maar ook om de vraag of deze technologie ingezet kan worden om normale menselijke eigenschappen (zoals lengte of intelligentie) te verbeteren. Sommige aanhangers van het transhumanisme, zoals de filosoof Nick Bostrom, zijn ervan overtuigd dat menselijke verbetering via modificatie moet worden voortgezet. 
Vanwege zorgen over ethiek en veiligheid is het bewerken van het genoom van menselijke embryo's momenteel verboden in de meeste Europese lidstaten, Noord-Amerika en veel andere delen van de wereld. In China, het Verenigd Koninkrijk en Zweden heeft de overheid toestemming gegeven voor bepaalde CRISPR-ingrepen of -behandelingen. Onder voorwaarden wordt toegestaan dat CRISPR/Cas ingezet mag worden op menselijke stamcellen of kiembaancellen (gentherapie). Een verandering in het kiembaan-DNA houdt in dat de genetische verandering aan het nageslacht kan worden doorgegeven. In Nederland, België en andere Europese landen bestaat er een politieke terughoudendheid over het toestaan van biomedische technieken  die ingrijpen op het menselijk DNA (voor voortplanting en ziekte-uitbanning).

## Wettelijke regeling
Op 25 juli 2018 oordeelde het Europese Hof van Justitie dat organismes die verkregen zijn via mutagenese genetisch gemodificeerde organismen zijn, en dus in principe onderworpen zijn aan de verplichtingen die de ggo-richtlijn voorschrijft. De uitspraak leidde tot tevredenheid bij milieugroepen, en tot teleurstelling bij de bio-industrie. In Nederland wordt de techniek echter als onmisbaar gezien, zo stelde voormalig minister van Landbouw Carola Schouten. De techniek werd ook in het regeerakkoord van 2017 opgenomen.